# Младенец на прогулке, или Ползком от гангстеров
«Младенец на прогулке, или Ползком от гангстеров» (англ. Baby's Day Out) — американская приключенческая комедия 1994 года режиссёра Патрика Рида Джонсона. Продюсером и сценаристом фильма выступил Джон Хьюз. Фильм рассказывает об одном дне приключений похищенного ребёнка. Главные роли в этом фильме исполнили Джо Мантенья, Лара Флинн Бойл, Джо Пантолиано, Брайан Хэйли и Синтия Никсон. Роль ребёнка исполняли близнецы Адам Роберт Уортон и Джейкоб Джозеф Уортон. Премьера фильма состоялась 1 июля 1994 года в США.
Бюджет фильма составил 50 000 000 долларов.

## Сюжет
Трое бандитов-неудачников похищают годовалого малыша из богатой семьи и требуют у родителей большой выкуп. Но лучше бы они этого не делали: похитителей преследует неудача — похищенный ребёнок уползает от них: мальчик, несмотря на свой возраст, парень не промах. Тут-то и начинаются необычные и весёлые приключения маленького Бинка — он следует по следам малыша Бу, героя своей любимой книжки с картинками. Горе-похитители следуют за ним, всякий раз попадая в неприятные ситуации.

## В ролях
| Актёр                 | Персонаж                                |
| --------------------- | --------------------------------------- |
| Джейкоб Джозеф Уортон | малыш Бинк                              |
| Адам Роберт Уортон    | малыш Бинк                              |
| Джо Мантенья          | Эдгар Маузер, он же Эдди                |
| Джо Пантолиано        | Норберт Ле Блау, он же Норби            |
| Брайан Хэйли          | Виктор Рилэй, он же Вико                |
| Лара Флинн Бойл       | Лоррен Котвелл                          |
| Мэттью Глэйв          | сэр Беннигтон Остин Котвелл, он же Бинк |
| Синтия Никсон         | Джильбертин                             |
| Фред Далтон Томпсон   | Дэйл Гриссом, агент ФБР                 |
| Джон Невилл           | господин Эндрюс, дворецкий Котвелла     |
| Эдди Брэкен           | старый солдат                           |
| Манни Соса            | шофёр такси                             |
| Бриджид Даффи         | Салли                                   |
| Анна Левайн           | миссис Маккрей                          |
| Гай Хадли             | агент ФБР                               |
| Дженна Пози           | дочь миссис Маккрей                     |